# Rejtőzködő fenevadak
A Rejtőzködő fenevadak (eredeti cím: Legendary: Tomb of the Dragon)  2013-ban bemutatott brit–kínai akció-kalandfilm Eric Styles rendezésében. A főszerepben Scott Adkins és Dolph Lundgren látható.
Kínában 2014. január 1-jén mutatták be.

## Cselekmény
Travis kriptozoológus és csapata Kínába utazik, felkutatni egy legendás vadállatot, amely számos munkás rejtélyes halálát okozta.

## Szereplők
| Szerep         | Színész        | Magyar hang     |
| -------------- | -------------- | --------------- |
| Travis Preston | Scott Adkins   | Kőszegi Ákos    |
| Harker         | Dolph Lundgren | Jakab Csaba     |
| Dr. Lan Zeng   | Yi Huang       | Mezei Kitty     |
| Brandon Hua    | Nathan Lee     | Renácz Zoltán   |
| Doug McConnell | James Lance    | Vári Attila     |
| Katie          | Lydia Leonard  | Nádasi Veronika |
| Jianyu         | Le Geng        | Szkárosi Márk   |